# Draco lineatus
Espèce
Synonymes
- Draco amboinensis Lesson, 1834
- Dracunculus personatus Wiegmann, 1834
- Draco reinwardtii Fitzinger, 1843

Statut de conservation UICN

 LC  : Préoccupation mineure
Draco lineatus est une espèce de sauriens de la famille des Agamidae.

## Répartition
Cette espèce se rencontre en Indonésie, en Malaisie et aux Philippines.

## Liste des sous-espèces
Selon The Reptile Database (20 avril 2012) :
- Draco lineatus lineatus Daudin, 1802
- Draco lineatus ochropterus Werner, 1910

## Étymologie
Le nom spécifique lineatus vient du latin lineatus, rayé, en référence à l'aspect de ce saurien.

## Publications originales
- Daudin, 1802 : Histoire Naturelle, Générale et Particulière des Reptiles ; ouvrage faisant suit à l'Histoire naturelle générale et particulière, composée par Leclerc de Buffon ; et rédigée par C.S. Sonnini, membre de plusieurs sociétés savantes, vol. 3, F. Dufart, Paris, p. 1-452 (texte intégral).
- Werner, 1910 : Über neue oder seltene Reptilien des Naturhistorischen Museums in Hamburg. II. Eidechsen. Jahrbuch der hamburgischen Wissenschaftlichen Anstalten, vol. 27, no 2, p. 1-46 (texte intégral).